# آنتون دوکاچ
آنتون دوکاچ (انگلیسی: Anton Dukach؛ زادهٔ ۳۰ ژوئیهٔ ۱۹۹۵) ورزشکار لژسواری اهل اوکراین است.

## حرفه
وی همچنین از لژسواران در بازی‌های المپیک زمستانی ۲۰۱۸ بوده‌است.